# Consolat francès
El Consolat francès és el govern de la República Francesa que va des de la caiguda del directori arran del Cop d'estat del 18 de brumari de l'any VIII (9 de novembre de 1799) fins a la proclamació de Napoleó Bonaparte com a emperador el 18 de maig de 1804. Per extensió, el consolat es refereix a una etapa de la història de França.
El nou govern s'estructurava segons la constitució de l'any VIII. Estava format per tres cambres, el Consell d'Estat, que projectava lleis; el Tribunal, que les discutia; i l'Assemblea Legislativa, que les votava. Es mantenia el sufragi popular, tot i que mutilat en llistes de notables. Els cònsols ostentaven el poder executiu.

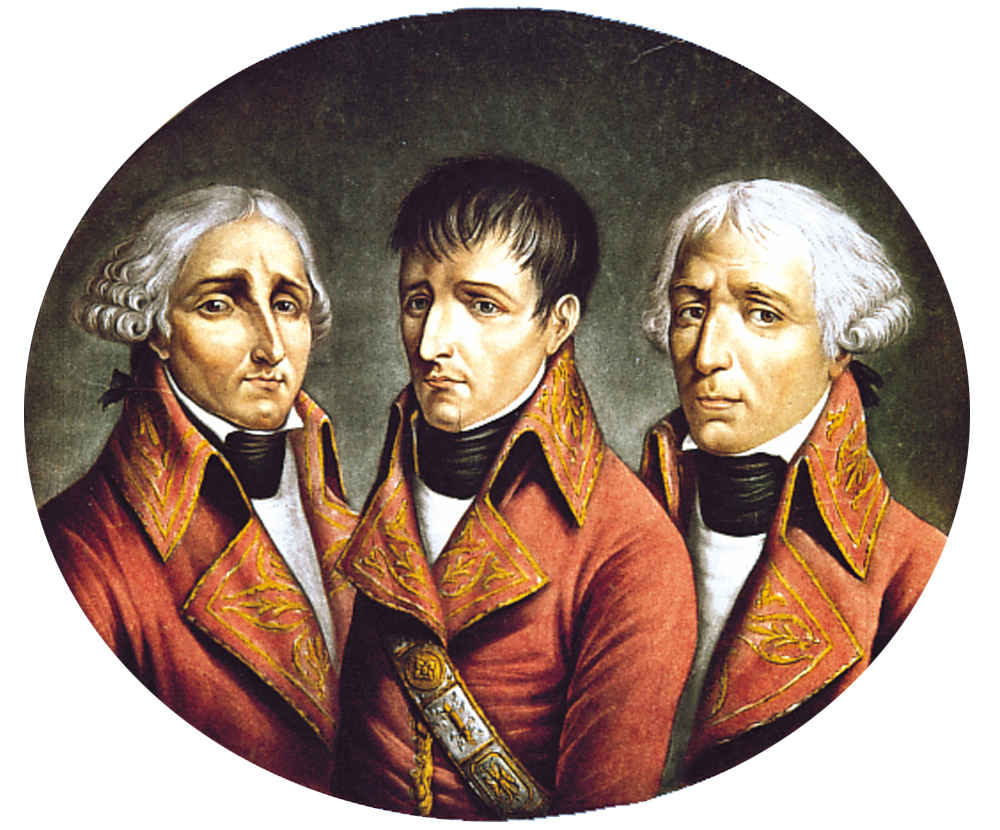
Retrat dels tres cònsols, amb Bonaparte al mig.

Durant aquest període, Napoleó, com a Primer Cònsol, anà concentrant en la seva persona quasi tot el poder, deixant els altres dos cònsols amb els quals formava un triumvirat, Jean Jacques Régis de Cambacérès i Charles-François Lebrun, en una mera comparsa.
En aquest període es dugueren a terme considerables reformes polítiques i succeiran alguns fets militars i dipilomàtics.
Alguns d'ells són:
Tractat de Lunéville (febrer de 1801), pel qual es posava fi a la guerra amb Àustria. França s'apoderava a més de quasi tota la península italiana i permetia a Bonaparte eliminar els opositors al codi civil de les assemblees.
Concordat del 1801, que separava l'església de la política de l'estat.
Tractat d'Amiens (25 de març de 1802) amb el Regne Unit, de la qual Espanya i la República de Batàvia en pagaven tots els costs, donava un pretext al primer cònsol per fer-se cònsol vitalici, com una recompensa per part de la nació, aquesta idea es materialitzaria en un referèndum a l'agost.
Constitució de l'any X, que establia a Napoleó com a cònsol vitalici
Napoleó també utilitzà tècniques de l'antic règim en el seu govern que cada vegada més es concentrava en una sola persona, com ara els plenipotecaris, la centralització administrativa i la burocratització.
Malgrat l'oposició dels republicans (que albiraven el seu somni d'emperador) al seu autoritarisme, la majoria de la població restà acrítica a la seva política, fins al punt de què el senat acordà de donar a Bonaparte el títol d'emperador el 18 de maig de 1804, decisió aprovada per un referèndum el mateix dia. El sobirà fou coronat el 2 de desembre d'aquell mateix any.